# Рокицани (Прешов)
Рокицани (слч. Rokycany) насељено је мјесто са административним статусом сеоске општине (слч. obec) у округу Прешов, у Прешовском крају, Словачка Република.

## Становништво
| Година:    | 1994. | 2004.    | 2014.    | 2024.   |
| ---------- | ----- | -------- | -------- | ------- |
| Број људи: | 630   | 793      | 1010     | 1076    |
| Разлика:   |       | +25,87 % | +27,36 % | +6,53 % |

| Година:    | 2023. | 2024.   |
| ---------- | ----- | ------- |
| Број људи: | 1073  | 1076    |
| Разлика:   |       | +0,27 % |

Према подацима о броју становника из 2024. године насеље је имало 1076 становника.